# ويتنهاغن
ويتنهاغن هي بلدية في منطقة فوربومرن-جرايفسفالد , في مكلنبورغ فوربومرن ألمانيا. تم دمج البلدية السابقة ديدريشاجين مع ويتنهاغن في مايو عام 2019.